# Christian Mouchart
Pour les articles homonymes, voir Mouchart.
Christian Mouchart est un scénariste et un producteur de télévision français. 
Coproducteur de Récré A2, l'émission jeunesse d'Antenne 2, de 1984 à 1988, il crée ensuite Canaille Peluche avec François Arrignon, diffusée en quotidien sur Canal+ de 1990 à 1994.
Seul ou en coécriture, il a travaillé sur de nombreuses séries populaires françaises telles que Maguy, Extrême Limite, Sœur Thérèse.com, Salut les homards, Seconde B, Famille d'accueil, etc. 
En 2008, il crée avec Patrick Tringale le feuilleton Pas de secrets entre nous, diffusé sur M6.
En 2021, il crée avec Olivier Norek et Patrick Tringale la série Les Invisibles, diffusée sur France 2.

## Filmographie sélective
- 2021 : Les Invisibles
- 2014 : RIS police scientifique
- 2013 : Alice Nevers : Le juge est une femme
- 2011 : Interpol
- 2008 : Pas de secrets entre nous
- 2006-2007 : Famille d'accueil
- 2006 : Sœur Thérèse.com
- 2003 : La Bastide bleue
- 2001 : Paranoïa
- 2001 : Capitaine Fracasse
- 2001 : Cartouche, prince des faubourgs
- 2000 : Le Marsupilami
- 1999 : Mémoire de sang
- 1998 : La Bande à Mozart
- 1996 : C'est cool
- 1996 : Karine et Ari
- 1994 : Extrême Limite
- 1993 : Seconde B
- 1992 : Les Compagnons de l'aventure : Lola et les Sardines
- 1992 : F.D.M.
- 1991 : Les Compagnons de l'aventure : les Mégazèbres
- 1990-1991 : Salut les homards
- 1990 : Fleur bleue
- 1990 : Les Compagnons de l'aventure : Michel
- 1989 : Les Compagnons de l'aventure : Les Six Compagnons
- 1988-1989 : Maguy
- 1986 : Dorothée et la voiture rouge
- 1985 : Dorothée et le trésor des Caraïbes